# بنومر (یمن)
 بنومر  به عربی ( بَنومر )، روستایی است در دهستان ناحیه از توابع استان شبوه در کشور یمن در شبه جزیره عربستان. 

## جمعیت
جمعیت آن (۶۵ ) نفر (۷ خانوار) می‌باشد.